# Get Your Wings Tour
A Get Your Wings Tour az amerikai Aerosmith együttes második turnéja, mely 1974. január 7-én vette kezdetét a detroiti Michigan Palaceban. Az utolsó előadásra 1974. december 9-én a bostoni Music Hallban került sor. A turnén összesen 70 koncertet adtak az Amerikai Egyesült Államok területén. Egyes városokban többször is felléptek, Bostonban 5, míg Detroitban 6 koncertet is adtak. Az együttes az előző években főleg az Egyesült Államok északkeleti részén koncertezett, míg ezen a turnén már a közép-nyugati és déli vidékeket is bejárta. Az önálló fellépések továbbra is klubokban és színháztermekben zajlottak, míg az előzenekarként adott koncerteken már arénákban is bemutatkozhatott a zenekar. A Get Your Wings Tour keretében többek között a Deep Purple, a Black Sabbath, a Slade, a The Who, Carlos Santana, a REO Speedwagon, az Argent, a Hawkwind és a Guess Who előtt lépett fel az Aerosmith.
A bostoni Orpheum Theaterben adott március 9-i koncerten teltház előtt lépett fel az együttes, ahol a Blue Öyster Cult volt a nyitózenekar. Kaliforniában, Washingtonban és Missouriban a REO Speedwagon és Suzi Quatro előtt léptek fel, majd áprilisban Bruce Springsteennel és a Fairport Conventionnel is koncerteztek. Július 9-én az énekes Steven Tylernek börtönben kellett töltenie az estéjét, mivel azelőtt káromkodott a színpadon. A turné keretében augusztus 16-án Los Angelesben felléptek az NBC Midnight Special című műsorában, ahol a Train Kept a Rollint adták elő. Július végén a feloszlás küszöbében álló New York Dollsal folytatódott a turné. Ahol a zenekar nagyobb népszerűségnek örvendett ott esténként 3500 dollárt is kaptak a fellépésért. Augusztus 18-án a Boston közelében lévő „Westboro Speedway” pályán az addigi legnagyobb koncertjüket adták, ahol főzenekarként 35 000 nézőt vonzottak, a bevételek pedig elérték a 10 ezer dollárt. A fellépés nyitózenekara a Duke and the Drivers volt. A nyár végén a Central Parkban megtartott „Schaefer” fesztiválon léptek fel főzenekarként, ahol a közönség ellenségesen viszonyult hozzájuk, mivel egy feldobott üveg Joey Kramert találta el. A koncert másik fellépője Rory Gallagher volt. Ősszel ismét a Blue Öyster Culttal és a Lynyrd Skynyrddel folytatódtak az előadások. A Get Your Wings albumot nem támogatta a média, de az energikus koncertek révén a Billboard 200 listán a 70. helyig kúszott fel, és majdnem egy évig fenn is maradt a listán. A sok koncertnek köszönhetően pedig az év végére aranylemez minősítést szerzett.

## Dalok listája
Jellemző műsor
1. Intro... Write Me
2. Lord of the Thighs
3. Somebody
4. Write Me
5. Same Old Song and Dance
6. One Way Street
7. S.O.S. (Too Bad)
8. Train Kept A-Rollin’
9. Walking the Dog
10. Milk Cow Blues
11. Make It
12. Dream On
13. Pandora's Box
14. Rattlesnake Shake
15. Mama Kin

## A turné dátumai
| Dátum                | Város                          | Ország           | Helyszín                                    |
| -------------------- | ------------------------------ | ---------------- | ------------------------------------------- |
| 1974. január 7.      | Detroit Michigan               | Egyesült Államok | Michigan Palace                             |
| 1974. március 9.     | Boston (Massachusetts)         | Egyesült Államok | Orpheum Theater                             |
| 1974. március 14.    | New Haven (Connecticut)        | Egyesült Államok | New Haven Coliseum                          |
| 1974. március 24.    | Baltimore Maryland             | Egyesült Államok | Painiter's Mill Music Fair                  |
| 1974. április 11.    | Santa Monica (Kalifornia)      | Egyesült Államok | Santa Monica Civic Auditorium               |
| 1974. április 12.    | Santa Monica, Kalifornia       | Egyesült Államok | Santa Monica Civic Auditorium               |
| 1974. április 13.    | San Francisco                  | Egyesült Államok | Winterland Ballroom                         |
| 1974. április 14.    | Detroit Michigan               | Egyesült Államok | Michigan Palace                             |
| 1974. április 20.    | Cambridge (Massachusetts)      | Egyesült Államok | Rockwell Cadge                              |
| 1974. április 21.    | Fall River (Massachusetts)     | Egyesült Államok | Bank Street Armory                          |
| 1974. április 24.    | Lewiston, Maine                | Egyesült Államok | Armoury                                     |
| 1974. április 27.    | Worcester (Massachusetts)      | Egyesült Államok | Brooks Concert Hall (Holy Cross University) |
| 1974. május 1.       | Harrisburg (Pennsylvania)      | Egyesült Államok |                                             |
| 1974. május 15.      | Washington D.C.                | Egyesült Államok | DAR Constitution Hall                       |
| 1974. május 24.      | Providence (Rhode Island)      | Egyesült Államok | Palace Theatre                              |
| 1974. május 25.      | South Yarmouth (Massachusetts) | Egyesült Államok | Cape Cod Coliseum                           |
| 1974. május 26.      | Lewiston (Maine)               | Egyesült Államok | Central Maine Youth Center                  |
| 1974. május 27.      | Manchester (New Hampshire)     | Egyesült Államok | JFK Hall                                    |
| 1974. május 31.      | New York                       | Egyesült Államok | Felt Forum                                  |
| 1974. június 9.      | Memphis (Tennessee)            | Egyesült Államok | Mid-South Coliseum                          |
| 1974. június 20.     | Normal (Illinois)              | Egyesült Államok | University Union Auditorium                 |
| 1974. június 21.     | Detroit Michigan               | Egyesült Államok | Michigan Palace                             |
| 1974. július 2.      | Roslyn (New York)              | Egyesült Államok | My Father's Place                           |
| 1974. július 5.      | Escoheag, RI                   | Egyesült Államok | Freedom Jam                                 |
| 1974. július 6.      | Escoheag, RI                   | Egyesült Államok | Freedom Jam                                 |
| 1974. július 7.      | Medford (Massachusetts)        | Egyesült Államok | Cousens Auditorium (Tufts University)       |
| 1974. július 12.     | Knoxville (Tennessee)          | Egyesült Államok | Civic center                                |
| 1974. július 13.     | Little Rock Arkansas           | Egyesült Államok | Barton Coliseum                             |
| 1974. július 18.     | Kansas City (Missouri)         | Egyesült Államok | Municipal Auditorium (Kansas City)          |
| 1974. július 19.     | Louisville (Kentucky)          | Egyesült Államok | Convention center                           |
| 1974. július 20.     | Columbus Ohio                  | Egyesült Államok | St. John Arena                              |
| 1974. július 21.     | Sedalia (Missouri)             | Egyesült Államok | Missouri State Fair Speedway                |
| 1974. július 25.     | Detroit Michigan               | Egyesült Államok | Cobo Hall                                   |
| 1974. július 26.     | Boston (Massachusetts)         | Egyesült Államok | Suffolk Downs                               |
| 1974. július 27.     | Madison (Wisconsin)            | Egyesült Államok | Dane County Coliseum                        |
| 1974. július 28.     | Bloomington (Minnesota)        | Egyesült Államok | Metropolitan Sports Arena                   |
| 1974. augusztus 3.   | Syracuse (New York)            | Egyesült Államok | War Memorial Auditorium                     |
| 1974. augusztus 4.   | Providence (Rhode Island)      | Egyesült Államok | War Palace Theater                          |
| 1974. augusztus 8.   | Harrisburg (Pennsylvania)      | Egyesült Államok | Farm Show Arena                             |
| 1974. augusztus 9.   | New York                       | Egyesült Államok | Central Park                                |
| 1974. augusztus 10.  | Niagara Falls (New York)       | Egyesült Államok | Convention Center                           |
| 1974. augusztus 16.  | Los Angeles Kalifornia         | Egyesült Államok | ABC Studios (The Midnight Special)          |
| 1974. augusztus 17.  | Charleston (Nyugat-Virginia)   | Egyesült Államok | Civic Center                                |
| 1974. augusztus 18.  | Westborough (Massachusetts)    | Egyesült Államok | Westboro Speedway                           |
| 1974. augusztus 24.  | Toledo (Ohio)                  | Egyesült Államok | Toledo Sports Arena                         |
| 1974. augusztus 26.  | Hartford (Connecticut)         | Egyesült Államok | Dillon Stadium                              |
| 1974. szeptember 1.  | West Yarmouth (Massachusetts)  | Egyesült Államok | Cape Cod Coliseum                           |
| 1974. szeptember 2.  | West Yarmouth, Massachusetts   | Egyesült Államok | Cape Cod Coliseum                           |
| 1974. szeptember 7.  | New York                       | Egyesült Államok | Central Park                                |
| 1974. szeptember 10. | Battle Creek (Michigan)        | Egyesült Államok | Kellogg Arena                               |
| 1974. szeptember 13. | Detroit Michigan               | Egyesült Államok | Cobo Hall                                   |
| 1974. szeptember 14. | Evansville (Indiana)           | Egyesült Államok | Roberts Municipal Stadium                   |
| 1974. szeptember 15. | Indianapolis Indiana           | Egyesült Államok | Indianapolis Arena                          |
| 1974. szeptember 20. | Tampa Florida                  | Egyesült Államok | Tampa Expo Hall                             |
| 1974. szeptember 21. | Orlando (Florida)              | Egyesült Államok | Orange County Civic Center                  |
| 1974. szeptember 22. | Hollywood (Florida)            | Egyesült Államok | The Sportitorium                            |
| 1974. október 4.     | Providence (Rhode Island)      | Egyesült Államok | Palace Concert Theater                      |
| 1974. október 5.     | Durham (Észak-Karolina)        | Egyesült Államok | UNH Field House                             |
| 1974. október 20.    | Providence (Rhode Island)      | Egyesült Államok | Civic Center                                |
| 1974. október 24.    | McKeesport (Pennsylvania)      | Egyesült Államok |                                             |
| 1974. október 26.    | McKeesport, Pennsylvania       | Egyesült Államok |                                             |
| 1974. november 2.    | New York                       | Egyesült Államok | Academy of Music (New York City)            |
| 1974. november 3.    | Springfield (Massachusetts)    | Egyesült Államok | Civic Center                                |
| 1974. november 15.   | Akron (Ohio)                   | Egyesült Államok | Firestone High Auditorium                   |
| 1974. november 18.   | Passiac (New Jersey)           | Egyesült Államok | Capitol Theater                             |
| 1974. november 27.   | Detroit Michigan               | Egyesült Államok | Cobo Hall                                   |
| 1974. november 29.   | Niagara Falls (New York)       | Egyesült Államok | Convention Center                           |
| 1974. december 5.    | Boston (Massachusetts)         | Egyesült Államok | Music Hall                                  |
| 1974. december 6.    | Boston (Massachusetts)         | Egyesült Államok | Music Hall                                  |
| 1974. december 9.    | Boston (Massachusetts)         | Egyesült Államok | Music Hall                                  |